# Boekzetelerfehn
Boekzetelerfehn is een klein dorp in het Landkreis Leer in de Duitse deelstaat Nedersaksen. Het dorp is onderdeel van de gemeente Moormerland.
Boekzetelerfehn ontstond enkele kilometers ten zuiden van Klooster Boekzetel, een commanderij van de Johannieters. Deze wordt voor het eerst genoemd in 1180. Het is ook enige tijd een klooster van de franciscanen geweest. In 1806 werd het klooster onteigend door koning Lodewijk Napoleon. Van het klooster is alleen nog het op een kleine Warft gelegen kerkhof bewaard gebleven. Op de plaats van de kloostergebouwen staan 3 boerderijen, die het buurtje Am Kloster vormen. Boekzetelerfehn is ontstaan in de 17e/18e eeuw aan de rand van het veengebied dat de gemeente Moormerland zijn naam geeft. In 1647 begon een ondernemer met de naam Paul Harsebroek hier, het veen te ontginnen, en zo ontstond geleidelijk de huidige veenkolonie. De lutherse christenen van het dorp kerken sedert de 19e eeuw in het oostelijke buurdorp Jheringsfehn.

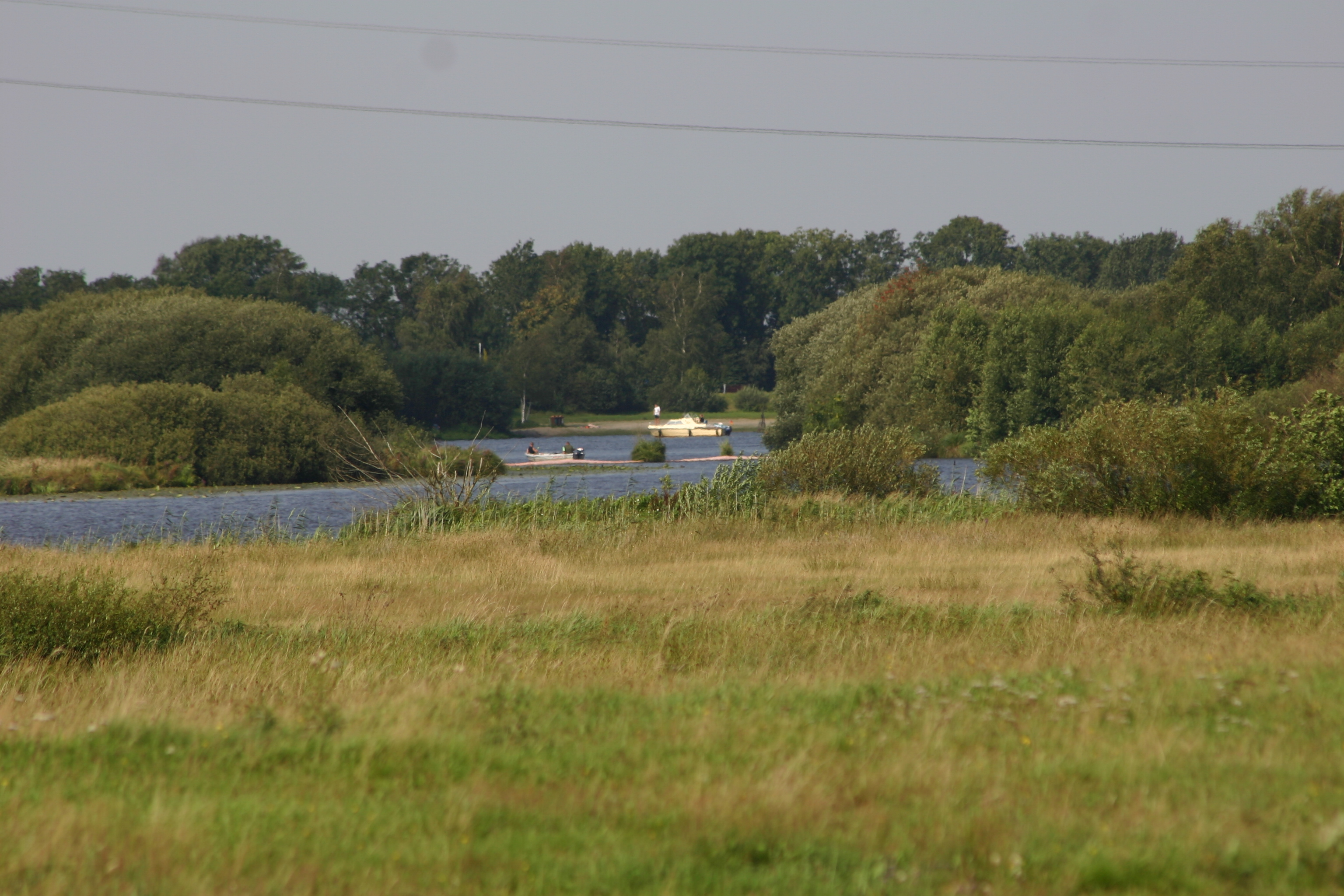
Boekzeteler Meer, op de achtergrond het Timmeler Meer

Vermeldenswaardig is het uitgestrekte natuurgebied Boekzeteler Meer, ten noorden van Boekzetelerfehn, ook dichtbij Hatshausen, dat iets noordwestelijker ligt. Het grenst aan de noordkant aan Timmel, gemeente Großefehn. In dat laatste dorp is een recreatiegebied aangelegd (rondom het 25 hectare grote Timmeler Meer), dat aan het natuurgebied rondom het Boekzeteler Meer grenst. Deze twee meren staan in open verbinding met elkaar. Het gebied rondom het 13 hectare grote veenmeertje is alleen toegankelijk voor wandelaars en leden van de plaatselijke hengelsportclub.